# Verwaltungsgericht Aachen

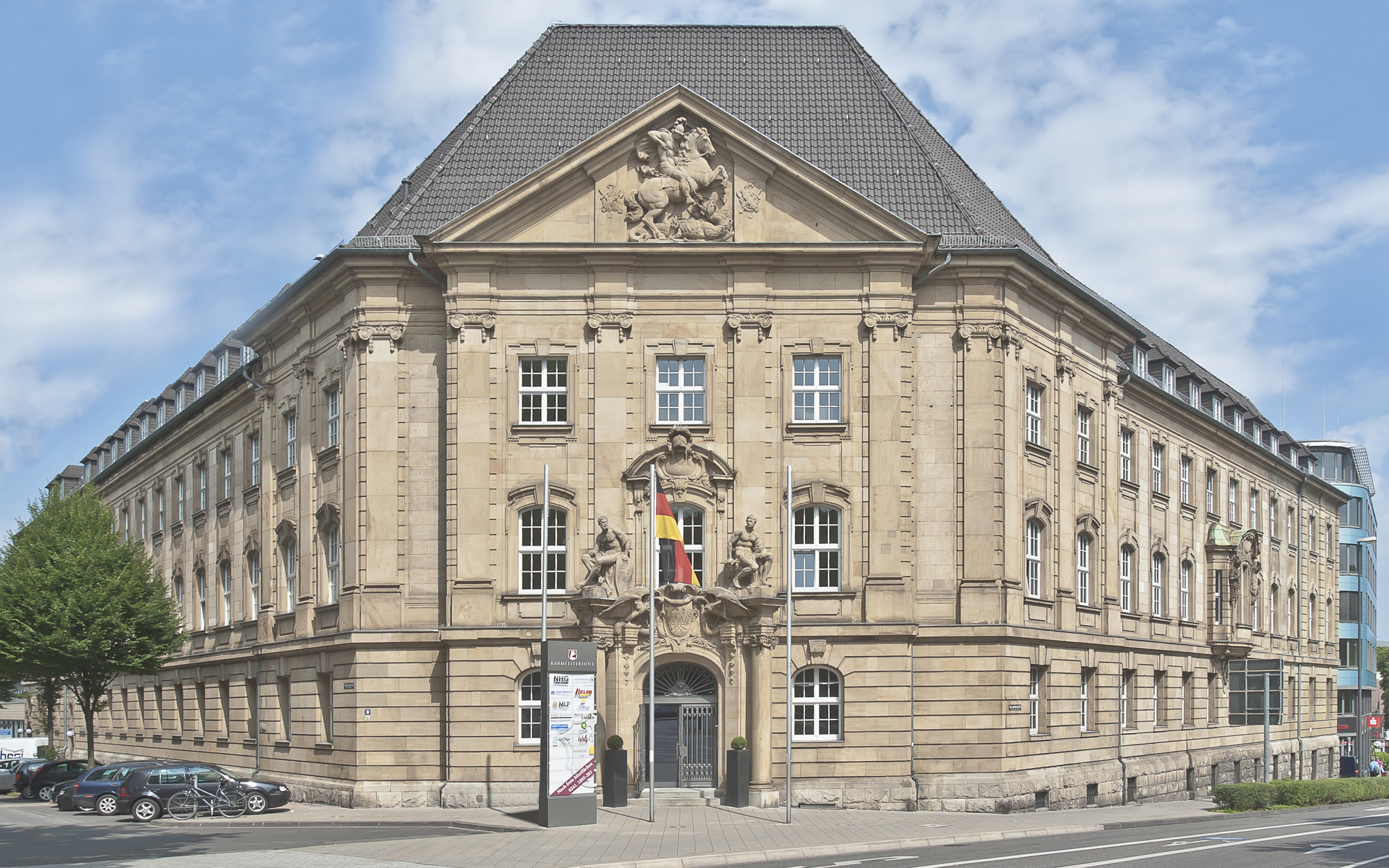
Früherer Sitz des Verwaltungsgerichts in der Kasernenstraße (jetzt Karmeliterhöfe)(2007)

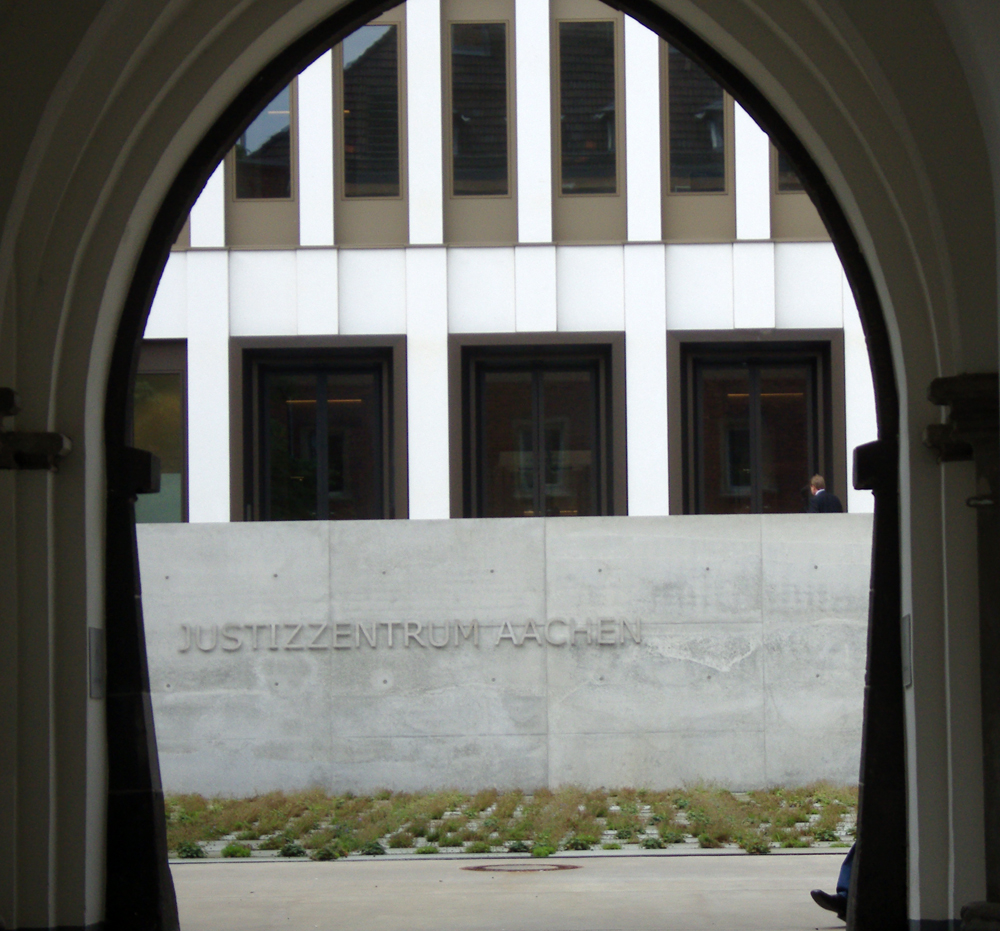
Eingangstor des Justizzentrums (2008)

Das Verwaltungsgericht Aachen ist ein Gericht der Verwaltungsgerichtsbarkeit des Bundeslandes Nordrhein-Westfalen.

## Gerichtssitz und -bezirk
Das Verwaltungsgericht (VG) hat seinen Sitz in Aachen. Der Gerichtsbezirk umfasst die kreisfreie Stadt Aachen, die Städteregion Aachen sowie die Kreise Düren, Euskirchen und Heinsberg.

## Gerichtsgebäude
Nach dem Zweiten Weltkrieg war das Gericht zunächst in gemieteten Räumlichkeiten im Anwesen Rolandstraße 30 untergebracht. Im Jahre 1967 zog das Gericht in das neu errichtete Landesbehördenhaus in die Franzstraße 49 um. Im Zuge der Vergrößerung des Gerichts erfolgte später ein weiterer Umzug in das Anwesen Theaterplatz 13. Anschließend wurde das Gericht im Anwesen Kasernenstraße 25 (jetzt Karmeliterhöfe) untergebracht. Ende 2007 erfolgte der Umzug in das Justizzentrum Adalbertsteinweg 92.

## Geschichte
Mit dem Aufbau der nordrhein-westfälischen Justiz nach dem Zweiten Weltkrieg nahm das Bezirksverwaltungsgericht Aachen im Jahr 1946 seine Tätigkeit auf. Im Jahr 1948 wurde durch eine Verordnung der Militärregierung der Aufgabenbereich neu geordnet und das Gericht in Landesverwaltungsgericht Aachen und später in Verwaltungsgericht Aachen umbenannt.

## Präsidenten
- Fritz Thiel (1952–1965)
- Franz Feßler (1965–1969)
- Harald Kayser (1969–1973)
- Günther Brinker (1973–1991)
- Herbert Limpens (1991–2013)
- Claudia Beusch (seit 2014)

## Übergeordnete Gerichte
Das dem Verwaltungsgericht Aachen übergeordnete Gericht ist das Oberverwaltungsgericht für das Land Nordrhein-Westfalen mit Sitz in Münster. Diesem übergeordnet ist das Bundesverwaltungsgericht in Leipzig.